# Лёгкий корпус

Схематический разрез двухкорпусной ПЛ:
1 — прочный корпус;
2 — лёгкий корпус (и цистерны главного балласта);
3 — прочная рубка;
4 — ограждение рубки;
5 — надстройка;
6 — верхний стрингер ЛК;
7 — пластинчатый киль.

Лёгкий корпус (ЛК) — внешний корпус подводной лодки, формирующий обводы.
Он же вмещает цистерны главного балласта (ЦГБ).

## Форма и элементы конструкции
Лёгкий корпус не обеспечивает водонепроницаемости. В подводном положении внутри легкого корпуса находится вода, — внутри и снаружи него давление одинаково и ему нет надобности быть прочным, отсюда его название. Обводы легкого корпуса обеспечивают оптимальное обтекание на расчётном ходу. До начала 1960-х годов легкие корпуса оптимизировались для надводного хода, и потому имели заостренные обводы в носу, штевни и выраженную седловатость. Позднее их стали оптимизировать для подводного плавания: форма стала каплевидной, круглого сечения, приблизилась к идеальной гидродинамической.
В легком корпусе располагают системы и устройства, не требующие изоляции от забортного давления: балластные и топливные (на дизельных ПЛ) цистерны, антенны ГАС, тяги рулевого устройства, якорное устройство, баллоны ВВД, контейнеры с крылатыми ракетами, трубы торпедных аппаратов. Легкий корпус установлен на прочном с помощью набора. Цистерны разделяются сплошными переборками. Дополнительно, для придания жесткости, внутри ЛК могут быть стрингеры и флоры. Они выполняются с отверстиями, что экономит вес и допускает перетекание воды.
В верхнем стрингере ЛК в районе ЦГБ имеются клапаны вентиляции, а под ними — аварийные захлопки — один из важнейших элементов системы погружения и всплытия. В нижней части, напротив захлопок, — кингстоны или, для бескингстонных лодок, шпигаты.

## Материалы

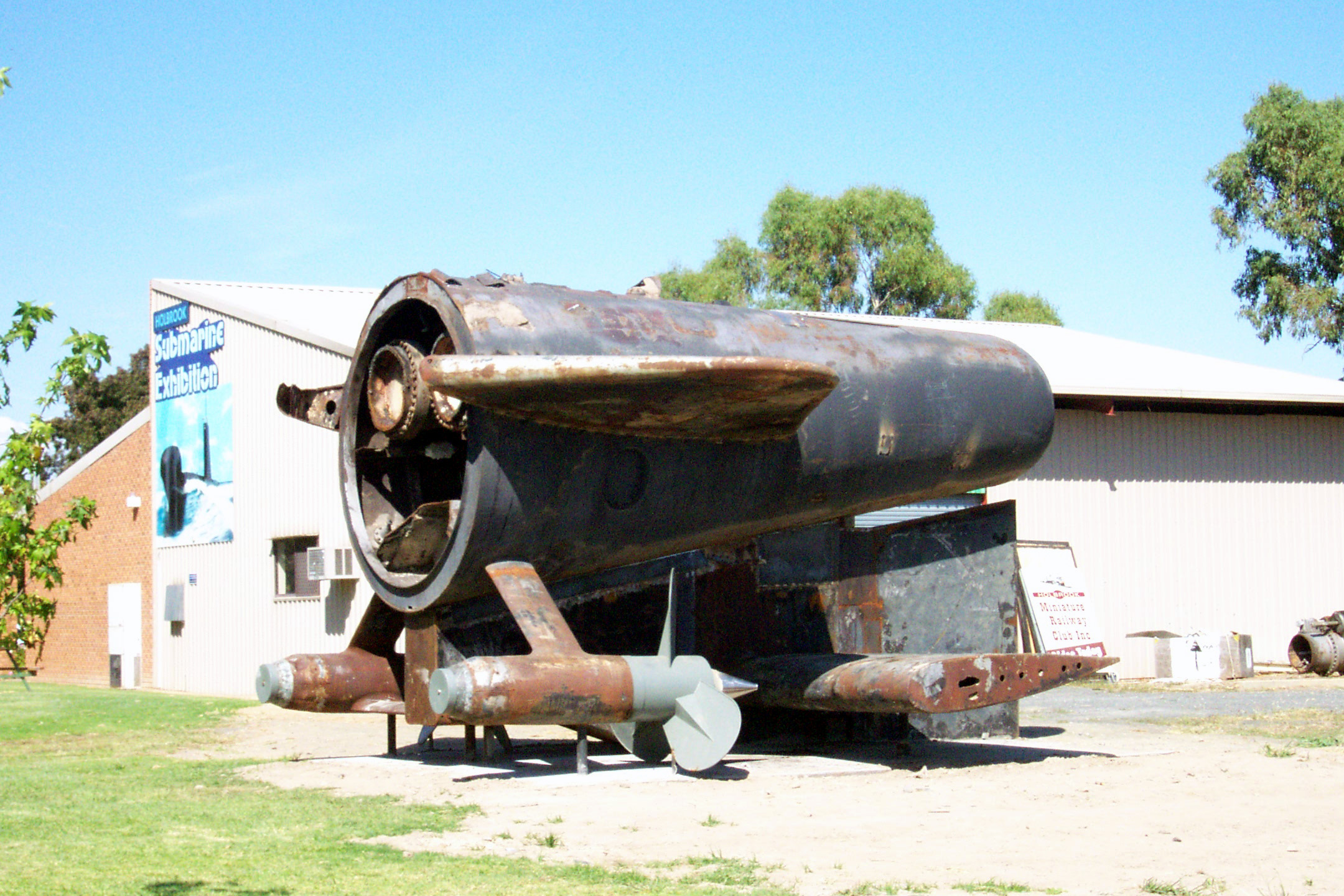
Кормовая оконечность ПЛ типа Оберон (Oberon)
Хорошо видны толщина лёгкого корпуса, кольцевой шпангоут, приводы рулей, кронштейны гребных валов, киль

Выполняется из тонких листов (обычно стали). Набор (швеллеры, уголки, кницы) также стальной, толщины выбираются так, чтобы обеспечить прочность крепления. У ПЛ с титановым прочным корпусом лёгкий корпус и набор изготавливаются также из титана для предотвращения электрокоррозии, но могут изготавливаться и из стали.

## Типы конструкции
По конструкции корпуса ПЛ бывают:

Схема устройства многокорпусной подводной лодки проекта 941. Жёлтым выделены объёмы прочного корпуса, голубым — объёмы лёгкого корпуса

- Однокорпусными: цистерны главного балласта находятся внутри прочного корпуса, за исключением концевых. Легкий корпус только в оконечностях.
- Двухкорпусными: ЦГБ внутри легкого корпуса, легкий корпус полностью закрывает прочный. У двухкорпусных ПЛ элементы набора обычно находятся снаружи прочного корпуса, чтобы сэкономить место внутри.
- Полуторакорпусными: ЦГБ внутри легкого корпуса, легкий корпус частично закрывает прочный.
- Многокорпусными: несколько прочных корпусов внутри одного легкого. Такая конструкция не типична[1]. Самые большие в мире подводные лодки проекта 941 «Акула» имеют два прочных корпуса и три переходных отсека, находящихся внутри одного лёгкого корпуса.